# Peklenski otoki
Peklenski otoki (hrvaško Pakleni otoci) so skupina šestnajstih apnenčastih otočkov v Dalmaciji. Ležijo nekaj sto metrov južno od mesta Hvar.

## Lega otočkov
V skupini Peklenskih otokov se na zahodni strani otoka Hvar prvi nahaja otoček Gališnik, zahodno zraven njega sta Jerolim in Marinkovac, naprej proti severozahodu sta Planikovac in Borovac. Zraven njiju leži največji otok v skupini - Sveti Klement. Vzhodno od Sv.Klementa sta otočka Gojca in Vlaka. Naprej od Sv. Klementa ležijo Borovac, Paržanj, Vodnjak Veliki in Vodnjak Mali, in nekoliko zahodneje Trovnja. Zahodno od Svetega Klementa ležita Dobri Otok in Stambedar. Vso to skupina otokov od Hvara ločuje Pakleni kanal. Na začetku kanala z jugovzhodne strani prvi leži otoček Gališnik, na drugem severnem koncu kanala pa je zadnji v skupini otočkov - Vodnjak Mali. K skupini Peklenskih otokov sodi še otoček Pokojni Dol, ki leži okoli 1,3 km vzhodno od Svetega Jerolima.
Plovba po Paklenem kanalu in med Peklenskimi otoki je nevarna zaradi močnih morskih tokov, posebno tistega z juga, in zaradi mnogih podvodnih čeri.